# Epicoma asbolina
Epicoma asbolina är en fjärilsart som beskrevs av Turner 1902. Epicoma asbolina ingår i släktet Epicoma och familjen tandspinnare. Inga underarter finns listade i Catalogue of Life.